# Helmuth Brandenburg
Helmuth Brandenburg (* 16. September 1928 in Düsseldorf; † 17. Januar 2012 in München) war ein deutscher Komponist, Dirigent, Saxophonist und Arrangeur im Jazz und in der Unterhaltungsmusik.

## Leben
Brandenburg spielte zunächst in München bei Freddie Brocksieper und Ernst Jäger. Als Nachfolger von Werner Müller bzw. Dave Hildinger leitete er von 1970 bis 1973 das RIAS Tanzorchester. Unter dem Pseudonym Kookie Freeman, das er bereits vorher erfolgreich verwendete, erweiterte er das Spektrum des Orchesters und passte es an die Moden der Zeit an. Er benutzte neue elektronische Produktionstechniken und nahm Beat und Rockmusik ins Repertoire auf. Er gründete später das Helmuth Brandenburg Orchester, das auch unter den Namen Helmut Brandenburg Orchester,  The Helmuth Brandenburg Pop Symphony Orchestra und Kookie Freeman Velvet Sound auftrat und Alben im Easy-Listening-Stil vorlegte.

## Diskographie
CDs / Download-Alben (Auswahl)
- Vintage Pearls: Love and Romance (2020 Intersound Germany)
- Vintage Pearls: Orchestral Pop Helmuth Brandenburg (2020 Intersound Germany)
- Aus Deutschen Landen (2013 Sonoton Music)
- Famous Dances: 19th Century (1990 Sonoton Music)
- Pop to the Past  (1984 Intersound Germany)
- Scherzo E Cantabile (1983 Intersound Germany)
- Double Images (1983 Intersound Germany)
- Themes (1979 Sonoton Music)
- Modeste Moussorgsky Pictures from an Exhibition (1975 Sonoton Music)

## Lexikalische Einträge
- Wilfried Wolfgang Bruchhauser: Komponisten der Gegenwart im Deutschen Komponisten-Verband, Im Auftrag des Deutschen Komponisten-Verbandes, 5. Auflage, Berlin: 1995, S. 124 ISBN 3-555-61410-X.
- Piet Hein Honig, Hanns-Georg Rodek: 100001. Die Showbusiness-Enzyklopädie des 20. Jahrhunderts. Showbiz-Data-Verlag, Villingen-Schwenningen 1992, ISBN 3-929009-01-5, S. 125.
- Jürgen Wölfer: Jazz in Deutschland. Das Lexikon. Alle Musiker und Plattenfirmen von 1920 bis heute. Hannibal, Höfen 2008, ISBN 978-3-85445-274-4.